# نخاو الأول
نخاو الأول، (بالإنجليزية: Necho I) ، أو (نكاو). (672 ق.م.–664 ق.م.). كان أمير أو حاكم مدينة سايس المصرية القديمة. وكان أول ملك موثق في الأسرة المصرية السادسة والعشرون.

## فترة حكمه
امتدت فترة حكمه 8 سنوات، حسب قائمة مانيتو. خلفه ابنه بسماتيك الأول . يعرف نخاو الأول بصفة رئيسية من الوثائق الآشورية لكنه موثق أيضاً في وثيقة مصرية معاصرة من عهده. تُوج رسمياً في سايس آشوربانيبال حوالي 670 ق.م. ، لكنه كان حاكماً لمصر بالفعل كملك محلي قبل هذا الحدث. حسب السجلات التاريخية ، قُتل نخاو الأول على أيدي القوات الكوشية الغازية عام 664 ق.م. بقيادة تنت آمون لكونه حليفاً للآشوريين. الغزو النوبي للدلتا صده لاحقاً الاشوريون الذين شرعوا في التقدم جنوباً إلى صعيد مصر و طيبة. كما يعتقد أن نخاو شقيق نخاو با - وهو ملك غير مؤكد لسايس. تزوج إستمبات ، وأنجبا بسماتيك الأول وشقيقته.